# Gradiška
Gradiška (cyr. Градишка, dawniej Bosanska Gradiška) – miasto w Bośni i Hercegowinie, w Republice Serbskiej, siedziba gminy Gradiška. W 2013 roku liczyło 13 691 mieszkańców.

## Geografia
Gradiška położona jest na prawym brzegu Sawy, naprzeciwko chorwackiej Starej Gradiški. Leży na obszarze Posawia, będąc stolicą jego bośniackiej części.
Miejscowa gospodarka oparta jest na przemyśle budowlanym, drzewnym, metalowym, spożywczym i tekstylnym.

## Historia
Pierwsza historyczna wzmianka o Gradišce pochodzi z XVII wieku. Wcześniej odnotowywano istnienie mostu (Gradiškiego Brodu) przez Sawę, komunikującego Starą Gradiškę z prawobrzeżem. W wyniku wojen austriacko-tureckich w XVII i XVIII wieku miasto silnie ucierpiało.